# Joey Jones
Joseph Patrick Jones (Llandudno, 4 de março de 1955 – 22 de julho de 2025) foi um jogador de futebol Galês que jogava como zagueiro e fez sucesso no Liverpool, com o qual conquistou a Liga dos Campeões.

## Carreira

### Wrexham
Jones se juntou ao Wrexham em 1971. Ele fez sua estreia com 17 anos de idade em um jogo da Welsh Cup contra o rival local, Chester City; Wrexham perdeu esse jogo por 1-0. Em 1975, ele ganhou esse campeonato quando bateu o Cardiff City na final. Jones estabeleceu-se na equipe principal e ajudou o Wrexham a chegar as quartas-de-final da Taça da Inglaterra, em 1974, essa foi a primeira vez que o clube alcançou esse estágio.

### Liverpool
Jones deixou o Wrexham para se juntar ao seu time de infância, o Liverpool. Bob Paisley pagou £110,000 por seus serviços, em julho de 1975. Ele fez sua estreia em 16 de agosto, em uma derrota por 2-0, para o Queens Park Rangers, no Loftus Road. Ele não recebeu a medalha de campeão da liga na temporada 1975-76, porque ele não jogou jogos suficientes na campanha. Jones marcou o seu primeiro gol pelo clube em 9 de novembro de 1976 em vitória por 5-1 contra o Leicester em Anfield.
Em 1977, Jones fazia parte da equipe do Liverpool que venceu o Campeonato Inglês e chegou à final da Copa da Inglaterra e da Liga dos Campeões. O Liverpool perdeu por 2-1 na final da Taça da Inglaterra em Wembley para o Manchester United. No entanto, Jones tornou-se o primeiro Galês a receber a medalhão de campeão da Liga dos Campeões quando o Liverpool venceu o seu primeiro título Europeu em Roma derrotando o Borussia Mönchengladbach por 3 a 1.
No ano seguinte, Jones se revezou entre a equipe titular e os reserva devido ao surgimentos dos jovens zagueiros Tommy Smith e o escocês Alan Hansen, ele acabou deixando o clube no verão de 1978, depois de exatamente 100 jogos e 3 golos nos Reds.

### Voltar para Wrexham e Chelsea
Ele voltou para Wrexham por €210,000. Em 1982, Jones se transferiu para o Chelsea por €34,000 e foi expulso na estreia, contra o Carlisle United no Brunton Park. Ele se tornou fundamental na batalha do Chelsea para evitar o rebaixamento para a Terceira Divisão. Ele fez parte do time que participou da promoção como campeão da Segunda Divisão em 1983-84. Ele permaneceu com o clube na primeira divisão por mais uma temporada, antes de ser surpreendentemente vendido para o Huddersfield Town por £35.000 em agosto de 1985. Ele terminou sua carreira no Chelsea com 78 jogos no campeonato e 2 gols.

### Huddersfield e a terceira passagem no Wrexham
Ele se juntou ao Huddersfield no verão de 1985 e foi eleito o melhor jogador do ano em sua primeira temporada. Depois de duas temporadas, ele saiu para se juntar ao Wrexham, onde se aposentou no final da temporada 1991-1992.

## Carreira internacional
Joey fez a sua estreia na Seleção Galesa em novembro de 1975, contra a Áustria. Ele jogou 72 jogos e marcou um gol. Seu último jogo foi nas Eliminatórias para a Copa do Mundo de 1986.

## Após a Aposentadoria
Jones passou por uma cirurgia do coração em 2002 e desde então tem reduzido seus compromissos com o Wrexham. Em 2001, ele teve uma breve passagem como treinador interino entre a saída de Brian Flynn e a chegada de Denis Smith.
Em 2005, Jones completou sua autobiografia intitulada "Oh Joey Joey!" sobre sua vida no futebol. Este foi o livro da semana no Sky Sports News em fevereiro de 2006. Também em 2005, Jones foi nomeado como Maior Ídolo do Wrexham no Football Focus da BBC TV.
Jones também é muito respeitado pelos adeptos do Liverpool e terminou em 63º lugar na enquete sobre os melhores jogadores da história do Liverpool (100 Players Who Shook The Kop).

## Morte
Jones morreu no dia 22 de julho de 2025, aos 70 anos.

## Títulos
Wrexham
- Welsh Cup (1): 1974-75

Liverpool
- Primeira Divisão (1): 1976-77
- Liga dos Campeões (2): 1976-77 e 1977-78
- Copa da UEFA (1): 1975-76
- Supercopa da UEFA (1): 1977

Chelsea
- Segunda Divisão (1): 1983-84